# سازمان ابونضال
سازمان ابونضال (انگلیسی: Abu Nidal Organization) یک گروه شبه‌نظامی فلسطینی بود که توسط ابونضال در سال ۱۹۷۴ تأسیس شد. این گروه پس از بروز اختلاف بین ابونضال و یاسر عرفات، از فتح، جناحی در سازمان آزادی‌بخش فلسطین، جدا شد.
سازمان ابونضال توسط اسرائیل، ایالات متحده، بریتانیا، کانادا، اتحادیه اروپا و ژاپن به عنوان یک سازمان تروریستی تعیین شد. با این حال، تعدادی از کشورهای عربی از فعالیت‌های این گروه حمایت کردند. این گروه از سال ۱۹۷۴ تا ۱۹۸۳ توسط عراق، از سال ۱۹۸۳ تا ۱۹۸۷ توسط سوریه و از سال ۱۹۸۷ تا ۱۹۹۷ توسط لیبی حمایت می‌شد. این گروه به‌طور خلاصه از سال ۱۹۹۷ تا ۱۹۹۸ با مصر همکاری کرد، اما در نهایت در دسامبر ۱۹۹۸ به عراق بازگشت، جایی که تا زمان مرگ ابونضال در اوت ۲۰۰۲ همچنان از حمایت دولت برخوردار بود.
در عمل، سازمان ابونضال چپ‌گرا و سکولار، همچنین ضد صهیونیستی و غرب‌ستیز بود. در تئوری، به‌طور خاص با هیچ ایدئولوژی خاصی مرتبط نبود، یا حداقل چنین بنیادی اعلام نشد. این امر عمدتاً با پیگیری برنامه‌های شخصی ابونضال مرتبط بود. سازمان ابونضال برای ادامه مبارزه مسلحانه در راستای پان عربیسم و نابودی اسرائیل تأسیس شد. سازمان ابونضال مانند سایر گروه‌های شبه‌نظامی فلسطینی، در سراسر جهان به هواپیماربایی، ترور، آدم‌ربایی دیپلمات‌ها و حمله به کنیسه‌ها دست زد. این گروه مسئول ۹۰ حمله تروریستی بین سال‌های ۱۹۷۴ تا ۱۹۹۲ بود. در سال ۲۰۰۲، ابونضال در شرایط مورد مناقشه‌ای در بغداد درگذشت و منابع فلسطینی ادعا کردند که او به دستور صدام حسین، رئیس‌جمهور عراق، ترور شده است.